# Emil Schallopp
Emil Schallopp (Friesack, 1 de agosto de 1843-Steglitz, 9 de abril de 1919) fue un taquígrafo y ajedrecista alemán.

## Biografía
Schallopp se diplomó en 1861 en el instituto Joachimsthalsches Gymnasium en Berlín. Estudió filología y fue durante sus estudios en 1863 cofundador de la Fraternidad de Berlín. Más tarde se introdujo en la taquigrafía (sistema Proud) desde 1867 y trabajó como taquígrafo en el Parlamento alemán de la Confederación Alemana del Norte.
Después de la unificación de Alemania, ocupó a partir de 1872 el cargo de Presidente de las oficinas de taquígrafos del Parlamento alemán en Berlín.
Al final de su vida, Schallopp sufrió un derrame cerebral del que nunca se recuperó.

## Trayectoria como ajedrecista
Schallopp aprendió a jugar al ajedrez con 13 años. En 1861 se hizo miembro del Club de Ajedrez Académico de Berlín. A partir de 1867 empezó a asistir a los torneos más importantes de la época. La revista alemana Deutsche Schachzeitung recoge partidas jugadas por Schallopp desde 1863 hasta 1871 en Berlín, donde se detallan las que le enfrentaron con Adolf Anderssen, Johannes Zukertort, Gustav Richard Neumann y Berthold Suhle. En su juventud también destacó como un buen jugador del ajedrez a la ciega, jugando partidas simultáneas hasta con ocho jugadores a la vez.
Sus logros más importantes en torneos fueron el cuarto lugar en el Torneo de Wiesbaden en 1880 (tras Joseph Henry Blackburne, Berthold Englisch y Adolf Schwarz, y por delante de James Mason, Szymon Winawer y Ludwig Paulsen, entre otros) y en 1885, el segundo lugar en 1886 en Hereford (empatado con Henry Bird, siendo vencedor Joseph Henry Blackburne), y en Nottingham, siendo vencedor Amos Burn. En 1891 fue derrotado por Walbrodt en Berlín por 3,5 : 5,5 ( +3, -5, =1 ).
Su mejor clasificación histórica ELO fue 2650, que alcanzó en julio de 1887.

## Obras sobre ajedrez
Schallopp escribió diversos libros, entre ellos los referentes a los Torneos de Leipzig en 1877, París en 1878, Leipzig en 1879, Berlín en 1881, Núremberg en 1883 y Hastings en 1895.
En 1886 publicó un volumen sobre el Campeonato del mundo de ajedrez entre Wilhelm Steinitz y Johannes Zukertort, que se celebró en los Estados Unidos.
En 1891 Schallopp escribió la 7ª edición del Handbuch des Schachspiels (Manual de ajedrez, editado originalmente por Paul Rudolph von Bilguer). También editó numerosas columnas sobre ajedrez para periódicos como el Saale-Zeitung (Halle).

## Nombramientos
En 1902 fue nombrado Presidente Honorario de la Berliner Schachgesellschaft (Sociedad de Ajedrez de Berlín) tras haber sido durante varios años Presidente. Además, Schallopp fue un miembro honorario de la Federación Alemana de Ajedrez.
En Steglitz, el club de ajedrez de la ciudad pasó a denominarse Steglitz Schallopp, que actualmente se denomina SG Lasker Steglitz-Wilmersdorf. Hoy en día hay una calle que lleva su nombre.

## Aportación teórica
Existe una variante del gambito de rey con su nombre, la denominada Defensa Schallopp: 1.e2-e4 e7-e5 2.f2-f4-f3 e5xf4 3.Sg1 NG8-f6. Fue utilizada en varias ocasiones con éxito por el ex Campeón Mundial Anatoly Karpov.
|       |       |       |       |       |       |       |       |       |  |
|       | a8 rd | b8 nd | c8 bd | d8 qd | e8    | f8 bd | g8    | h8 rd |  |
| a7 pd | b7 pd | c7 pd | d7 pd | e7 kd | f7 bl | g7    | h7 pd |       |  |
| a6    | b6    | c6    | d6    | e6    | f6    | g6    | h6    |       |  |
| a5    | b5    | c5    | d5    | e5 pl | f5    | g5 nl | h5    |       |  |
| a4    | b4    | c4    | d4 pl | e4    | f4 pd | g4 pd | h4 pl |       |  |
| a3    | b3    | c3 nl | d3    | e3    | f3    | g3    | h3    |       |  |
| a2 pl | b2 pl | c2 pl | d2    | e2    | f2    | g2 pl | h2    |       |  |
| a1 rl | b1    | c1 bl | d1 ql | e1 kl | f1    | g1    | h1 nd |       |  |
|       |       |       |       |       |       |       |       |       |  |